# Mr Gay Sweden
Mr Gay Sweden var en skönhetstävling för homosexuella män under åren 1999-2017. Den gick till ungefär som Fröken Sverige. Tävlingen grundades 1999 och sedan 2005 gick vinnaren vidare till Mr Gay Europe. 

## Vinnare genom åren
- 2018 - inställt och nedlagt[1]
- 2017 - Samuel Bälter[2]
- 2015 - 2016 (ingen tävling)
- 2014 - Anton Ljungberg[3]
- 2013 - Jack Johansson[4]
- 2012 - Fritiof Ingelhammar[5] (samt QX-läsarnas favorit: Jacob Neves)
- 2011 - Kristian Sääf[6]
- 2010 – Simon Forsberg[7]
- 2009 – Christo Willesen[7]
- 2008 – Mirza "Mirre"[8]
- 2007 – Joachim Brattfjord Corneliusson[9]
- 2006 – Henrik Lindholm[10]
- 2005 – Erik Berger[11]
- 2004 – Jörgen Tenor[12]
- 2003 – Nicklas Ottosson[13]
- 2002 – Cato Helleren [14]
- 2001 – Alexander Ervik[15]
- 2000 – Jonas Hedqvist[15]
- 1999 – Jesper Wallin[14]